# 克里斯多弗街

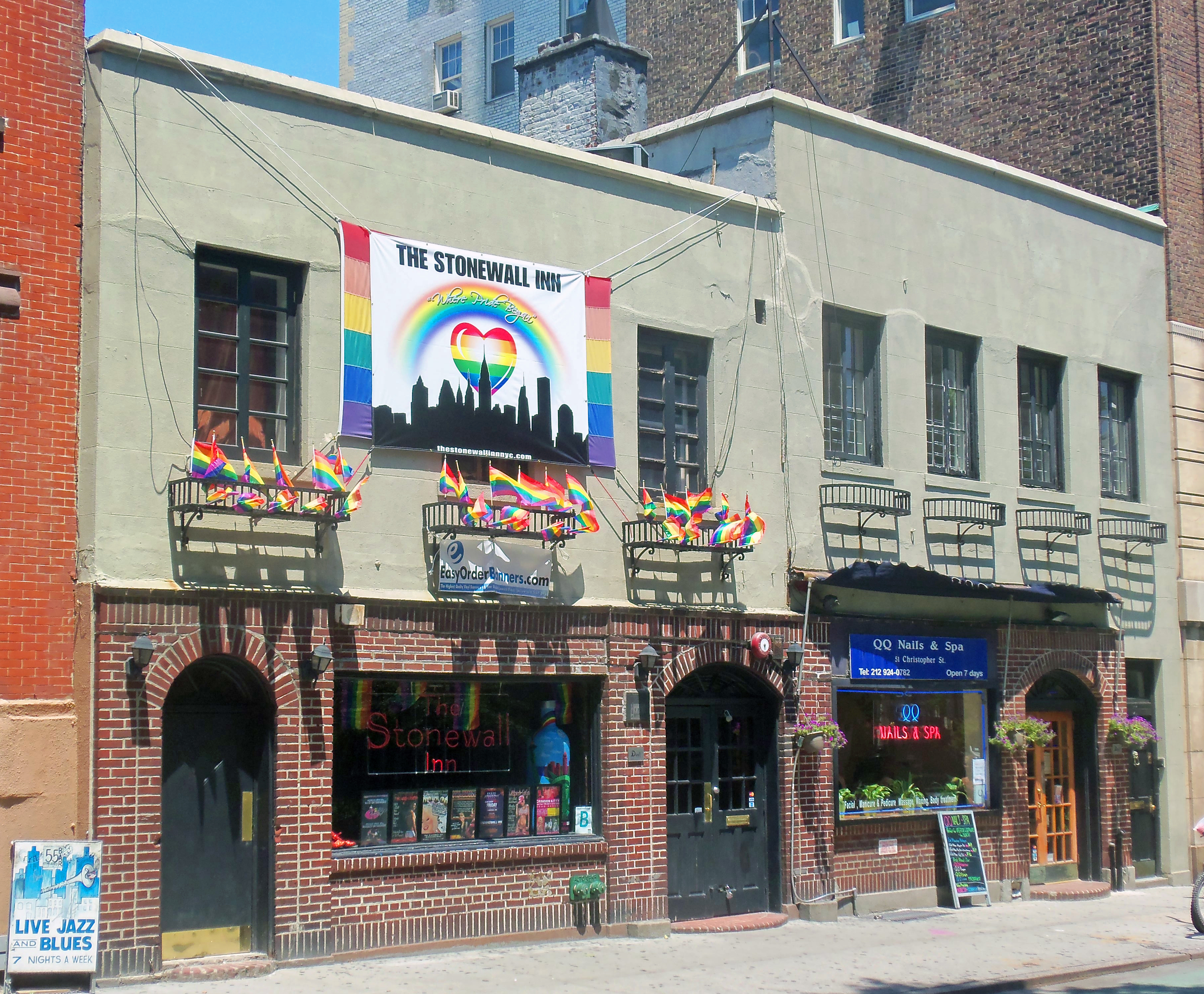
2012年時的石牆酒吧

克里斯多弗街（Christopher Street）是位於美國紐約市紐約市的一條街道。克里斯多弗街是石牆酒吧的所在地，而石牆酒吧正是1969年石牆騷亂的發生地點，也引起克里斯多弗街成為1970年代後期同性戀權利運動的中心地帶。現在克里斯多弗街仍然是同性戀驕傲的國際象徵。